# Проспект Незалежності (Житомир)
Проспе́кт Незале́жності — проспект у Богунському районі Житомира, довжиною 3,7 км. Пролягає від майдану Визволення до вулиці Київської. Одна із загальноміських магістралей.
Пролягає у місцевостях Чеська Крошня, у північній та привокзальній частинах міста.
До проспекту прилучаються вулиці та провулки:
- пров. Вільський 2-й
- пров. Кавалерійський
- вул. Покровська (перетинає)
- пров. Художника Кириченка
- вул. Отаманів Соколовських
- пр. Академіка Тарасєвича
- вул. Івана Мазепи
- вул. Східна (перетинає)
- пров. Галанчикової
- пров. Північний
- пров. Черняхівський
- пров. Іподромний 1-й
- пров. Іподромний 2-й
- вул. Михайла Грушевського (перетинає)
- пров. Товарно-Вантажний.

## Історія
Проспект відомий з 1975 року як вулиця Ватутіна, утворена внаслідок об’єднання одразу двох вулиць —Транзитної та Іподромної. 
Транзитна вулиця сформувалась у 1950-х роках, як транзитна дорога. Згідно з генпланом мала об’єднати Новоград-Волинське шосе, що проходило через Врангелівку (сучасний мікрорайон Богунія) та Київське шосе через Мар’янівку та Смоківку. Також за цим генпланом на Мар'янівці було збудовано сім Транзитних провулків, однак вони так і залишились «відірвані» від Транзитної вулиці.
У 1939 — 1940 рр. було прокладено ґрунтову дорогу між майданом Визволення та Покровською вулицею. Побудована дорога отримала тоді назву Об'їзна дорога. У 1950 році дорога отримала назву Транзитна вулиця. У середині 1950-х років побудована друга частина Транзитної вулиці, від вулиці Щорса до Іподромної вулиці.
Під час німецької окупації міста вулиця носила назву Чешсько-Крошенська алея (нім. Tschechsko Kroschenski Gasse). На початку ХХ століття місцевість, крізь яку в майбутньому буде прокладено Транзитну вулицю, належала до села Чеська Крошня. До приєднання у 1973 році селища Крошні до Житомира, Транзитна вулиця розділяла Житомир та смт Крошня Житомирського району. Непарний (північний) бік вулиці відносився до смт Крошня.
У 1941 — 1956 рр. Транзитною вулицею здійснювався вантажний трамвайний рух.
Садибна забудова Транзитної вулиці здійснювалася у 1950 —1960-х роках. Станом на 1968 рік садибна та промислова забудова Транзитної вулиці переважно сформована.
Іподромна вулиця отримала назву завдяки тому, що у цій частині міста наприкінці XIX — початку XX століття діяв іподром, з поля якого також здійснювали показові польоти. Зокрема льотчики Уточкін, Єфімов, Нестеров. 
Станом на початок ХХ століття Іподромна вулиця починалася від Київської вулиці та завершувалася в районі нинішньої вулиці Михайла Грушевського, продовжуючись далі на північ як ґрунтова дорога.
На місці іподрому впродовж 1904—1914 років побудовано тюрму (зараз Житомирська установа виконання покарань (№ 8)), до якої було продовжено вулицю.
Станом на початок 1940-х років переважно сформувалася садибна забудова (на сьогодні збереглося лише декілька будинків) та частково промислова забудова Іподромної вулиці.
У 1941 — 1956 рр. Іподромною вулицею (від Транзитної вулиці до Товарно-Вантажного провулка) здійснювався вантажний трамвайний рух.
Протягом 1950-х — 1960-х років сформувалася більшість промислової забудови вулиці, у тому числі сформованої за рахунок знесення садиб між нинішніми 1-м та 2-м Іподромними провулками.
У 1982 році вулицею Ватутіна почав курсувати тролейбус.
На початку 1990-х років здійснювалося будівництво 9-14-поверхових багатоквартирних житлових будинків мікрорайону ЗІЛ.
Сучасна назва — з 2016 року, згідно розпорядження міського голови Про перейменування топонімічних об’єктів та демонтаж пам’ятних знаків у м. Житомирі від 19 лютого, №112.

## Будівлі та визначні місця
- №10А — церква ЄХБ
- №10Е — Вільське військове кладовище
- №13 — розважальний комплекс «Dodo»
- №15А — меблева фабрика «Луч»
- №45 — молочна фабрика «Рейнфорд»
- №55 — автотранспортне підприємство 11855
- №55В — торговельний центр «Метро»
- №172 — Житомирська виправна колонія №4 та Житомирська установа виконання покарань (№ 8).